# ゼリア新薬工業
ゼリア新薬工業株式会社（ゼリアしんやくこうぎょう）は、医療用医薬品、一般用医薬品を製造、販売する日本の製薬会社。本社は東京都中央区に置く。

## 概要
医療用では消化器系の治療薬に強みを持ち、一般用（OTC）ではコンドロイチン製剤で有名。社名のゼリアは創業の契機となったコンドロイチン製剤、ゼリア錠に因む。企業スローガンは、「健康づくりは幸せづくり」。
2009年にスイスのティロッツ社を買収し、ゼリアグループとして、スウェーデン、アイルランド、英国、チェコ、スペイン、ドイツ、フランス、イタリア、ベトナム、デンマークで薬剤の製造販売を行っている。薬剤の開発そのものはスイスで行っている。

## 沿革
- 1955年（昭和30年）12月 - 元山之内製薬常務の伊部禧作が、株式会社ゼリア薬粧研究所として設立[注 1]。
- 1964年（昭和39年）12月 -「コンドロイチンZS錠」発売。
- 1967年（昭和42年）8月 - 滋養強壮ドリンク剤「ハイゼリーB」発売。
- 1969年（昭和44年）5月 - 胃潰瘍治療剤「マーズレン-S顆粒」発売。
- 1970年（昭和45年）5月 - ゼリア新薬工業株式会社に商号変更。
- 1975年（昭和50年）4月 - 埼玉県熊谷市（旧・大里郡江南町）に埼玉工場を新設。
- 1978年（昭和53年）1月 - 医薬品ローヤルゼリー製剤「ハイゼリー散」発売。
- 1979年（昭和54年）3月 - 肝臓水解物を配合した滋養強壮剤「新ヘパリーゼ」発売。
- 1983年（昭和58年）10月 - 埼玉工場に併設して中央研究所を新設。
- 1987年（昭和62年）11月 - 植物性便秘薬「ウィズワン」発売。
- 1988年（昭和63年）11月 - 筑波工場を新設。
- 1996年（平成8年）2月 - 滋養強壮剤「新ヘパリーゼプラス」発売。
- 1998年（平成10年）
  - 3月 - 医薬品スキンケアローション「アポスティローション」発売。
  - 12月 - 東京証券取引所市場第二部に上場。これを機にシンボルマーク・社名ロゴを現在のものに改める。
    - 以前のシンボルマークは社名の頭文字である"Z"の周りに丸をかこっていたが、これが"Z"と楕円形が重なるシンボルマークと「ゼリア新薬」・「ZERIA」のコーポレート・ロゴタイプが組み合わさったブランドマークとなり、「ゼリア新薬」と「ZERIA」の間にはブルーのラインが入る）
- 1999年（平成11年）2月 - 伊藤忠商事及び同社の関連会社である株式会社スーパーレックスへ物流業務を委託。
- 2000年（平成12年）
  - 3月 - 東京証券取引所市場第一部に指定替え。
  - 6月 - 当社完全子会社のゲノムベンチャー企業株式会社ジーエスプラッツを設立。
- 2005年（平成17年）
  - 6月 - H2ブロッカー胃腸薬「アシノンZ」発売。
  - 7月 - 滋養強壮ドリンク「新ヘパリーゼドリンク」発売。
- 2006年（平成18年）
  - 3月 - コンドロイチン製品群の売り上げが50億円に到達。
  - 9月 - コンドロイチン配合夜間集中美容液「ZZ:CC（ジージー・シーシー） アドソープエッセンス」を通信販売限定で発売
- 2008年（平成20年）
  - 6月 -「コンドロイチンZS錠」のTVCM放映を開始。その後、「新ヘパリーゼドリンク」・「新ウィズワン」も順次TVCM放映が開始される。
  - 10月 - イオナ インターナショナルの全株式を取得し、子会社化。
- 2009年（平成21年）- スイスのティロッツ社（潰瘍性大腸炎の治療剤等を開発）を買収。
- 2011年（平成23年）11月 - 「ヘパリーゼ」ブランド初の清涼飲料水「ヘパリーゼW」をコンビニエンスストア限定で発売。
- 2012年（平成24年）7月 - 胃炎・潰瘍治療剤「マーズレンS配合顆粒」・「マーズレン配合錠0.5ES/1.0ES」の販売を味の素製薬（現・EAファーマ）へ移管。
- 2014年（平成26年）9月 - チェストベリー乾燥エキスを配合したOTC医薬品初の月経前症候群治療薬「プレフェミン」を発売[注 2]。
- 2017年（平成29年）8月 - 同社新入社員が新人研修中に自殺したとして、その両親がゼリア新薬と研修を請け負ったノジマ子会社の株式会社ビジネスグランドワークスを提訴。
- 2020年（令和2年）4月 - 日水製薬（現・島津ダイアグノスティクス）より、同社子会社の日水製薬医薬品販売株式会社の全株式を取得し、子会社化[7]。のち、同年6月29日付で健創製薬株式会社に商号変更する[8]。
- 2025年（令和7年）4月 - 子会社の健創製薬株式会社を吸収合併[9]。

## 歴代社長
- 伊部禧作
- 伊部幸顕
- 伊部充弘

## 主な商品

### コンシューマーヘルスケア（一般用医薬品・医薬部外品・化粧品・健康食品）
- コンドロイチンZS錠【第3類医薬品】 - コンドロイチン製剤のトップブランドで、同社の看板商品。コンドロイチン硫酸エステルナトリウムを一般用医薬品では最大容量となる1,560mg（6錠中）配合（本剤はコンドロイチン配合の後発製品と異なり、コンドロイチン硫酸エステルナトリウムのみの単味剤である）。2015年10月に錠剤形状の変更を行うことで錠剤の直径を約10mmから約9mmに小粒化、添加物をサッカリンナトリウムからアセスルファムカリウムに変更し、香料も低減するリニューアルを行った。
- ヘパリーゼ（滋養強壮保健薬/液体胃腸薬/清涼飲料水/健康補助食品） - 詳細記事を参照
- ハイゼリー（滋養強壮保健薬）
  - ハイゼリー顆粒EX【第3類医薬品】 - 2022年3月発売。スティック顆粒タイプ。「ハイゼリー顆粒」の処方をベースにガンマ-オリザノール、グリシン、ショウキョウを追加配合したもの。
  - ハイゼリー散【第3類医薬品】 - ローヤルゼリーに、ビタミンE酢酸エステルをプラスした粉末タイプ。
  - ハイゼリー散「分包」【第3類医薬品】 - 「ハイゼリー散」を1回分ずつのスティック包装にした製品。
  - 新ハイゼリーエースE【第3類医薬品】 - カプセルタイプのビタミンE主薬製剤。
  - ハイゼリーB【第2類医薬品】
  - ハイゼリーEX【第2類医薬品】 - ゴオウやイカリ草、オウセイを加え、タウリンも配合した処方強化版。
  - 新ハイゼリーSN【第2類医薬品】 - ミニドリンクタイプ。
  - ハイゼリー【第2類医薬品】 - 30mlのミニドリンク。
  - ハイゼリーFE【指定医薬部外品】 - 2021年9月発売。
  - ハイゼリーSG50【第3類医薬品】 -
- ハイアミノ【第3類医薬品】 - 健創製薬からの承継品。30mlのミニドリンク。
- 新ウィズワン（便秘薬）【指定第2類医薬品】 - 食物繊維を主成分とした便秘薬。2012年1月に基礎商品の「ウィズワン」がプランタゴ・オバタ種子末の増量並びに、カスカラサグラダ乾燥エキスを配合し、添加物の大幅な削減により服用量を減量してリニューアルした。
- 新レシカルボン坐剤S（便秘薬） - 坐薬型の便秘薬で肛門より挿入すると直腸の体温で溶け始めて炭酸ガスが便通を促す。
- アシノンZ（H2ブロッカー胃腸薬） - ニザチジンをスイッチOTC化したH2ブロッカー胃腸薬
  - アシノンZ胃腸内服液【第1類医薬品】 - 2009年7月発売。アセロラ風味の1本飲みきりドリンクタイプ。
  - アシノンZ錠【第1類医薬品】 - 2009年7月発売。
- ガロール【第3類医薬品】 - 健創製薬からの承継品。錠剤タイプの胃腸薬（胆汁酸+消化酵素配合）
  - 新ガロール錠【第3類医薬品】 - 錠剤タイプの胃腸薬（胆汁酸+ウコン末配合）。健康未来創造研究会に加盟する薬局向けの製品。
- アポスティー（スキンケア）
  - アポスティーローション【第3類医薬品】 - 1998年発売。資生堂と共同開発した殺菌消毒ローション剤。ベンゼトニウム塩化物、グリチルリチン酸二カリウム、アラントイン、トコフェロール酢酸エステルを配合。弱酸性・無香料・無着色設計。2014年にパッケージリニューアル（製造販売元：資生堂）。
  - アポスティークリーム【第2類医薬品】 - 2006年6月発売。イブプロフェンピコノール、イソプロピルメチルフェノール、ビタミンE酢酸エステルを配合したクリームタイプのニキビ治療薬。2014年にパッケージリニューアルし、グリーンメタリックから「アポスティーローション」と統一されたエメラルドグリーン系となった。
  - アポスティーマイルドローション【医薬部外品】 - 2006年6月発売。イソプロピルメチルフェノールとグリチルリチン酸2Kを配合したエタノールフリー設計の薬用化粧水。2014年にパッケージリニューアルし、これまでのグリーン系からオレンジ系のパッケージとなった。
  - アポスティーモイスチャーローションDX【医薬部外品】 - 2009年7月発売。イソプロピルメチルフェノールとグリチルリチン酸2Kに、2種類のヒアルロン酸とリピジュアを配合した高保湿タイプの薬用ローション。2014年にパッケージリニューアル。
  - アポスティー洗顔フォーム - 2006年6月発売。植物性石けんを主成分とした洗浄成分ココイルメチルタウリンNaを配合した洗顔フォーム。無香料・無着色・無鉱物油、アルコール・パラベンフリー設計。2014年にパッケージリニューアル。
- ドルマイコーチ軟膏【指定第2類医薬品】
- ドルマイシン軟膏【第2類医薬品】
- プレバリン（皮膚疾患治療薬）
  - プレバリンαクイック【指定第2類医薬品】 - 2024年11月発売。「プレバリンα」の処方をベースに、クロルフェニラミンマレイン酸塩、アラントイン、ガンマ-オリザノールを追加配合し、リドカインを2倍（1g→2g）に増量したもの。軟膏とクリームがある。
  - プレバリンマイケア【第2類医薬品】 - 2020年7月発売。ジフェンヒドラミン塩酸塩などを配合したノンステロイドのクリームタイプ。
- エーゼット（目薬） - 全製品にコンドロイチン硫酸エステルナトリウムとアズレンスルホン酸ナトリウム水和物（水溶性アズレン）を配合
  - エーゼットアルファ【第2類医薬品】 - 2006年9月発売。クロモグリク酸ナトリウム・クロルフェニラミンマレイン酸塩・コンドロイチン硫酸エステルナトリウムをプラスしたアレルギー専用・マイルドタイプ。
  - エーゼットA【第3類医薬品】 - クロルフェニラミンマレイン酸塩・Ε-アミノカプロン酸・コンドロイチン硫酸エステルナトリウムをプラスしたマイルドタイプ。
  - エーゼット抗菌目薬【第2類医薬品】 - スルファメトキサゾール・クロルフェニラミンマレイン酸塩・コンドロイチン硫酸エステルナトリウムをプラスしたマイルドタイプの抗菌目薬。
  - 新エーゼットA【第2類医薬品】 - 「エーゼットA」の処方に塩酸テトラヒドロゾリンをプラスしたクールタイプ。
- ビュークリア（目薬）- 全製品にコンドロイチン硫酸エステルナトリウムを配合
  - ビュークリアAGフレッシュ【第2類医薬品】 - クロモグリク酸ナトリウム・クロルフェニラミンマレイン酸塩を配合したアレルギー専用。
  - ビュークリアキュアコンタクト【第3類医薬品】 - 2014年4月発売。コンドロイチン硫酸エステルナトリウム・タウリンに加え、ダブルの抗炎症成分（グリチルリチン酸二カリウム+Ε-アミノカプロン酸）を配合したコンタクトレンズ用マイルドタイプ。
  - ビュークリアHi40アクティブ【第3類医薬品】 - 2022年4月発売。
  - ビュークリアビタコンタクト【第3類医薬品】 - 2010年3月発売。コンドロイチン硫酸エステルナトリウム・タウリンに加え、ソフトコンタクトレンズ対応目薬で初めてシアノコバラミン（ビタミンB12）を配合。
- セピー（風邪関連）
  - セピーハーブドリンク【第2類医薬品】 - ノンカフェインの滋養強壮保健薬。2007年8月に「セピードリンク」をリニューアル。ゴオウをショウキョウに差し替え、タウリンを増量。2012年4月にリスク区分を変更。
  - セピーIPかぜゴールド顆粒【指定第2類医薬品】 - イブプロフェン・ブロムヘキシン塩酸塩・メキタジンなどを配合した顆粒タイプの15歳以上専用総合感冒薬。
  - セピーIPかぜゴールド錠【指定第2類医薬品】 - イブプロフェン・ブロムヘキシン塩酸塩・メキタジンなどを配合した錠剤タイプの15歳以上専用総合感冒薬。
  - セピーAZうがい薬【第3類医薬品】 - 2008年9月発売。アズレンスルホン酸ナトリウム水和物（水溶性アズレン）を配合したうがい薬。計量カップ不要の押し出しタイプで、ノンアルコール設計（製造販売元：大洋製薬）。
  - セピー鼻炎ソフトN【指定第2類医薬品】 - 塩酸プソイドエフェドリンなど4つの有効成分を液状化し、ソフトカプセルに封入した鼻炎用内服薬。
  - セピーせき止めカプセル【指定第2類医薬品】 - 4種類の有効成分を配合したカプセルタイプの鎮咳去痰薬。
  - セピーせき止め顆粒【指定第2類医薬品】 - 「セピーせき止めカプセル」の処方をベースに、ジヒドロコデインリン酸塩の配合量を30mgに増量し、d-クロルフェニラミンマレイン酸塩と4種類の生薬をプラスした顆粒タイプの鎮咳去痰薬。
  - セピートローチ【第3類医薬品】 - キキョウエキス・セチルピリジニウム塩化物水和物に消化酵素剤リゾチーム塩酸塩をプラスしたトローチタイプの口腔咽喉薬。
- コンクレバン（滋養強壮薬）【第3類医薬品】 - 健創製薬からの承継品で、健康未来創造研究会に加盟する薬局向けの製品。
  - コンクレバンキュア【第3類医薬品】
  - コンクレバンゴールド

### 医療用医薬品
- プロマック
- アシノン
- ペオン
- ランデル（塩野義製薬と併売）
- アンサー20注
- アサコール
- アコファイド

など

## 販売が中止された商品
- エパテック・クリーム - 2014年に妊娠後期女性への使用が禁忌とされ、2019年3月末日に経過措置期間終了・薬価基準削除となった[10][11]。

## 不祥事
- ブラック研修

2017年8月8日、新入男性社員が自殺したのは新入社員研修で受けた心理的負荷が原因だとして、男性の両親が同社や研修の委託先であるノジマの子会社ビジネスグランドワークスなどに約1億500万円の損害賠償を求め、東京地方裁判所に提訴した。
男性は2013年4月に入社。約4カ月の予定の新入社員研修に参加し、6時間の睡眠も満足に取れない日程で、罵声を浴びせられたり、過去のいじめ体験を告白させられたり、吃音症と決めつけられたことによって、5月上旬に精神障害を発症した。両親によると男性が吃音症と診断されたことはないという。同月18日、研修施設から帰宅する途中に自殺した。東京労働局中央労働基準監督署は研修内容が労災認定基準の「ひどいいやがらせ、いじめに該当する」と判断し、2015年5月19日に労働災害として認定した。一方、ビジネスグランドワークスの宮﨑雅吉代表は「研修内容は問題がないものでした。労基署からは事情聴取がなく、労災認定は事実誤認です。当社の研修が問題なく終了した後、ゼリア新薬で実施した研修中に不幸があったと認識しています」と反論し、労働基準監督署からのヒアリングがないまま、労災認定されたといい、債務不存在確認訴訟も起こした。2020年11月24日に元講師が解決金を支払い、和解となった。
同社は2017年度のブラック企業大賞「ブラック研修賞」に選ばれた。

## 社会との関わり

### 広告キャラクター
現在
- 石原良純（コンドロイチンZS錠）
- 川平慈英（ヘパリーゼ）[注 3]
- 小池里奈（ヘパリーゼ）
- 高田夏帆（新ウィズワン）

過去
- 田淵幸一・有加夫妻（ビタヘルサンB）
- 桂文珍（ゼリアス）
- 矢口真里（新ウィズワン）
- 辻希美（新ウィズワン）
- 菜々緒（新ウィズワン）[注 4]
- おのののか（新ウィズワン）

### スポンサー番組
- News every.（中京テレビ、木曜スポンサー）
- ズームイン!!サタデー（日本テレビ、6時台後半スポンサー）
- ニュースモーニングサテライト（テレビ東京、6時台スポンサー）
- BSフジLIVE プライムニュース（BSフジ）